# Грабац
Грабац (рум. Grabăț) насеље је у Румунији у округу Тимиш у општини Ленаухејм. Oпштина се налази на надморској висини од 84 m.

## Прошлост
По "Румунској енциклопедији" место има српски назив, а давно су га насели Срби сточари. Изнова је основан Грабац 1764. године колонизацијом Немаца. Дошло је првих 40 немачких породица већ 1765. године. У месту је 1769. године било већ 200 кућа и дрвена римокатоличка црква; нова црква грађена од цигле нићи ће 1780. године.
Аустријски царски ревизор Ерлер је 1774. године констатовао да место припада Барачком округу, Темишварског дистрикта. Село има римокатоличку цркву а становници су колонизовани Немци.
Претплатници једне српске филозофске књиге били су 1808. године Хрстифор Дука купец (трговац) и Енох Стојановић купецечки калфа у Грабцу.
Половином 19. века ту се бавио Христифор Дука трговац, који је био арендатор у Грабцу (1822-1831).

## Становништво
Према подацима из 2013. године у насељу је живело 1883 становника.

### Попис2002.
| Расподела становништва по националности 2002.‍ | Расподела становништва по националности 2002.‍ | Расподела становништва по националности 2002.‍ | Расподела становништва по националности 2002.‍ | Расподела становништва по националности 2002.‍ |
| --------------------------------------------- | --------------------------------------------- | --------------------------------------------- | --------------------------------------------- | --------------------------------------------- |
|                                               |                                               |                                               |                                               |                                               |
| Румуни                                        | Румуни                                        |                                               | 1.390                                         | 72,0%                                         |
| Мађари                                        | Мађари                                        |                                               | 38                                            | 2,0%                                          |
| Роми                                          | Роми                                          |                                               | 448                                           | 23,2%                                         |
| Немци                                         | Немци                                         |                                               | 54                                            | 2,8%                                          |